# ГЕС Røldal
ГЕС Røldal — гідроелектростанція на півдні Норвегії, за сотню кілометрів на південний схід від Бергена. Знаходячись між ГЕС Novle (48 МВт) та малою ГЕС Vasstøl (5,1 МВт) з одного боку і ГЕС Suldal I з другого боку, входить до складу гідровузла на Suldalsvassdraget — річково-озерному ланцюжку, нижніми ланками якого є озеро Suldalsvatnet та дренуюча його Suldalslagen, котра впадає зі сходу до Sandsfjorden (Suldal, північно-східна затока великого фіорду Boknafjorden).
Ресурс для роботи станції постачається по двох водозбірних тунелях — північному та південному, що тягнуться по лівобережжю Suldalsvassdraget назустріч один одному. Північний бере початок у розташованому на самій Suldalsvassdraget сховищі Valdalsvatnet, котре має припустиме коливання поверхні між позначками 665 та 745 метрів НРМ, чому відповідає корисний об'єм у 290 млн м3. На своєму шляху цей тунель довжиною понад 7 км отримує додатковий ресурс з водозабору у нижній течії лівої притоки Suldalsvassdraget річки Risbuelva, при цьому можливо відзначити, що з її верхів'я вже здійснювався відбір води для ГЕС Svandalsflona (20 МВт), котра у схемі гідровузла передує згаданій вище ГЕС Novle. Відпрацьована останньою вода також потрапляє до північного тунелю коли він минає район порогів Novlefoss на іншій лівій притоці Suldalsvassdraget річці Kaldevasselva.
Південний тунель довжиною біля 13 км починається з водосховища Vasstolvatn, створеного на Stolsana, лівій притоці Brattlandsdalaa (ділянка Suldalsvassdraget після озера Røldalsvatn). Цей резервуар при коливанні рівня поверхні між позначками 733 та 753 метри НРМ має корисний об'єм у 11 млн м3. Вище нього по течії Stolsaa лежить сховище Finnabuvatn, поверхня якого коливається між 893 та 908 метрами НРМ (при цьому починаючи з 898 метрів НРМ опускається за рахунок здреновування нижче природного порогу), а корисний об'єм становить 25,7 млн м3. Тривалий період часу Finnabuvatn дренувався природним шляхом, допоки в 2012 році між двома резервуарами на Stolsaa не запрацювала мала ГЕС Vasstol (5,1 МВт). Також можливо відзначити, що у верхів'ях Stolsaa знаходяться ще три водосховища — Djupetjorn, Indre Grubbedalstjorn та Midtre Grubbedalstjorn, котрі передають свій ресурс на станцію верхнього рівня Novle.
На своєму шляху на північ південний тунель приймає додатковий ресурс з водозаборів на лівих притоках озера Røldalsvatn — Oynaelva та Grytoyrelva (Nyastolselva). Після зустрічі двох тунелів починається коротка спільна ділянка до машинного залу, розташованого поблизу північного завершення Røldalsvatn, при цьому на ній також знаходиться додатковий водозабір з чергової лівої притоки озера Gjertrabekk.
Основне обладнання станції складають дві турбіни типу Френсіс загальною потужністю 172 МВт, які при напорі у 330 метрів забезпечують виробництво 810 млн кВт-год електроенергії на рік.
Відпрацьована вода скидається у Røldalsvatn.
Як і інші станції гідровузла Røldal-Suldal, ГЕС Røldal споруджувалась з метою забезпечення алюмінієвого комбінату в Кармей.